# Valerie a týden divů
Valerie a týden divů je československý surrealistický horor, který natočil v roce 1969 Jaromil Jireš podle stejnojmenné prózy Vitězslava Nezvala z roku 1945. Předloha je ovlivněna surrealismem a pohrává si s motivy z pohádek i z pokleslé hororové četby. Využívá logiku snu, v níž neplatí kauzalita a postavy libovolně mění svoji identitu. Leitmotivem je dospívání mladé dívky, která objevuje tajemství sexuality a bouří se proti represivním institucím jako rodina nebo církev.
Filmové zpracování je výrazně stylizovanou podívanou, využívající secesní dekorace i atmosféru vesnických poutí s jejich panoptiky. Nezvyklou působivost podtrhuje scéna Ester Krumbachové, kamera Jana Čuříka a hudba Luboše Fišera. V titulní roli debutovala Jaroslava Schallerová. Film se natáčel ve Slavonicích.

## Děj
Příběh se odehrává během léta ve starobylém městečku, kde žije Valerie se svou přísnou babičkou. Přijíždějí komedianti, mezi nimiž je netvor zvaný Tchoř a jeho syn Orlík. Valerii pronásledují vidiny, v nichž vystupuje babička jako upírka, která se proměňuje v mladou přitažlivou ženu. Zároveň se Valerie dovídá, že Tchoř je její otec, takže Orlík, který se jí dvoří, je vlastně její bratr (incestní motiv). Objevuje se také přítelkyně a zasvětitelka Hedvika, mladá žena, která se má provdat za bohatého statkáře, a perverzní kněz Gracián, který se Valerii pokusí znásilnit a když neuspěje, chce ji upálit jako čarodějnici. Nakonec Valerie díky své nevinnosti ze všech nástrah vyvázne a pozná své skutečné rodiče.

## Obsazení
- Jaroslava Schallerová: Valerie
- Helena Anýžová: babička
- Petr Kopřiva: Orlík
- Jiří Prýmek: Tchoř
- Jan Klusák: Gracián
- Alena Stojáková: Hedvika
- Karel Engel: kočí Ondřej
- Eva Olmerová: služka
- Jana Andresíková: služka
- Robert Nezval: muzikant

## Přijetí
- „Film má pečlivou strukturu, neboť je to v podstatě báseň — uspořádané dílo imaginace založené, alespoň částečně, na vědomém snění s otevřenýma očima. V převážné části filmu vidíme Valerii jako divačku, voyeurku sledující scény, které si záměrně vymyslela, jak za úsvitu či soumraku vyvolává typicky surrealistické obrazy.“

Peter Hames: Československá nová vlna. Přeložil Tomáš Pekárek. KMa, Praha 2008. ISBN 978-80-7309-580-2 (s. 226)
- „Z této brakové, upíří, deviantně sentimentální novelky se Jirešovi podařilo udělat podivně sugestivní, surrealistickou vizuální báseň, jež je hlavně výtvarnou záležitostí.“

Luboš Ptáček a kolektiv: Panorama českého filmu. Rubico, Olomouc 2000. ISBN 80-85839-54-7 (s. 258)
- „Realizácia dotvára atmosféru poetického hororu nielen vo výtvarnej, ale aj v hereckej zložke, a to zložitými asociatívnymi spojeniami záberov, v kterých jednotiacu líniu vytvára postava Valérie.“

Richard Blech a kolektív: Encyklopédia filmu. Obzor, Bratislava 1993. ISBN 80-2150219-3 (s. 852)
- „Teprve potom se Jireš totiž dostal k práci, pro niž je zřejmě — citlivý a poetický člověk, jakým je — stvořen. Podle „černého“ románu největšího básníka českého surrealismu Vítězslava Nezvala Valerie a týden divů napsal s Ester Krumbachovou scénář a natočil film. V něm se konečně povznesl z bahna světa do oblasti krásy, která je — nebo by měla být — výraznou součástí lidskosti.“

Josef Škvorecký: Všichni ti bystří mladí muži a ženy. Horizont, Praha 1991. ISBN 80-7012-055-X (s. 195)

## Ocenění
Film získal hlavní cenu na festivalu v Bergamu 1970 a cenu Stříbrný Hugo za barevnou kameru na filmovém festivalu v Chicagu.